# Аерофінішер

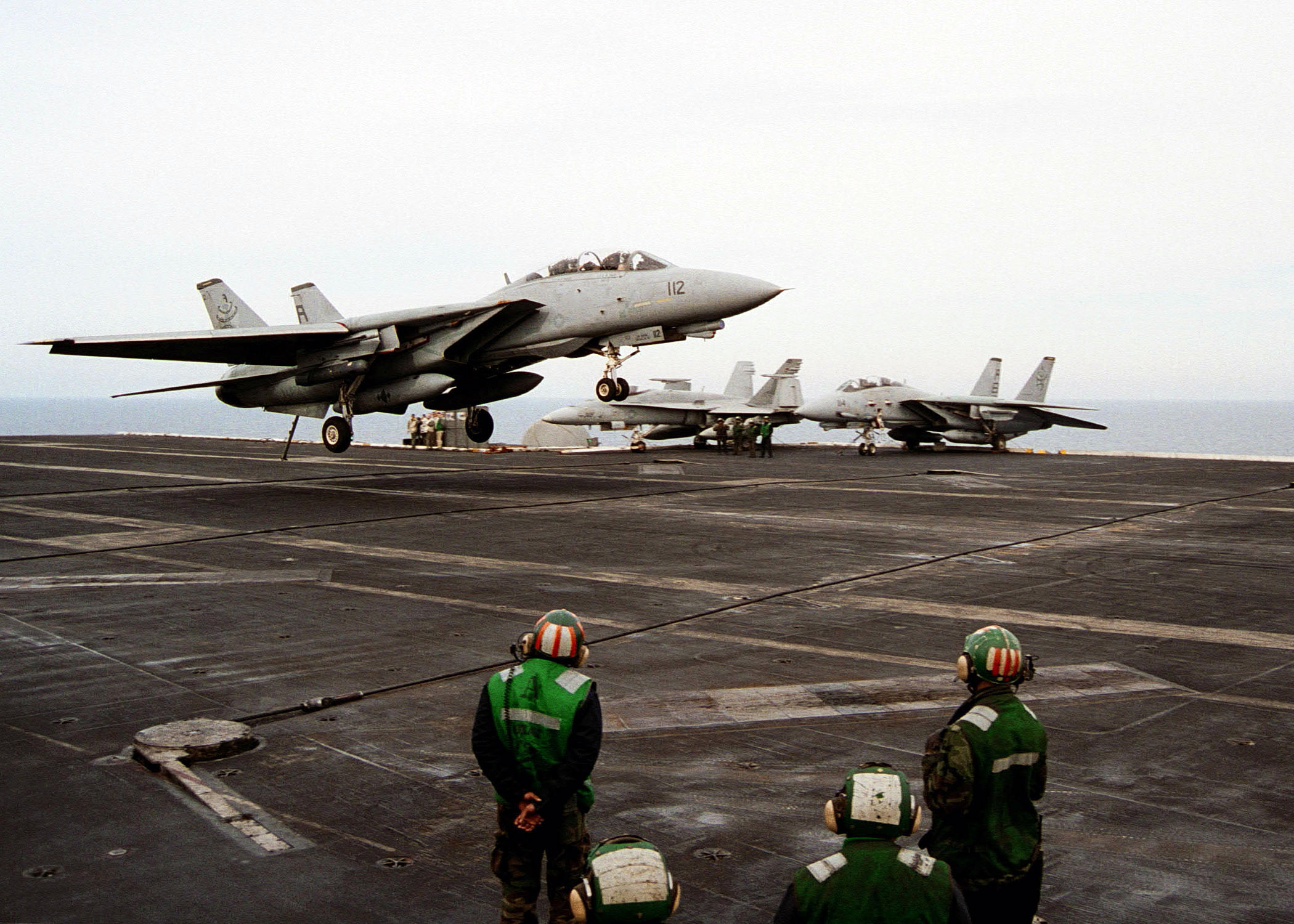
F-14 Tomcat здійснює посадку з використанням аерофінішера на палубу авіаносця «Теодор Рузвельт» в 2002 році

Аерофі́нішер — пристрій, який складається зі сталевих тросів, розміщених поперек польотної палуби авіаносця для гальмування літаків, що здійснюють посадку. Кінці тросів намотані на гальмівні барабани з гідравлічними гальмами, які розсіюють кінетичну енергію літака та зменшують його пробіг до розмірів польотної палуби.

## Історія
Перші спроби посадити літак на палубу корабля, який рухався, потребували використання літаків з дуже коротким пробігом та низькою посадковою швидкістю. Щоб погасити швидкість літака, спочатку використовували троси, натягнути вздовж палуби, які захоплювались гаками на шасі літака. Але ця система була недостатньо ефективною. Тоді виникла ідея розміщувати троси поперек палуби та оснащення літака гальмівним гаком, який зачіплявся за троси. Така система вперше почала використовуватись на літаках ВМС США наприкінці 20-х років XX століття.
У перших спробах використання аерофінішерів для посадки літака на палубу авіаносця до кінців тросів прив'язували мішки з піском. Пізніше на авіаносці «Аргус» використовувались спеціальні пружини. Але згодом розробили спеціальні гідравлічні гальмівні системи.

## Конструкція
Аерофінішер складається із системи тросів та гальмівного механізму.

### Гальмівні троси
Декілька тросів (зазвичай 4, для більшої безпеки) розміщуються поперек польотної палуби на висоті 80—150 мм і на відстані 10—12 м між тросами. Діаметр троса 30—40 мм, довжина до 600 м. Гальмівний трос через систему шківів та амортизаторів закріплюється в гальмівному механізмі.

### Гальмівний механізм
Гальмівний механізм складається із системи блоків, які кріпляться до гідроциліндра. Гідроциліндр створює гальмівне зусилля та повертає трос у початкове положення. Також існують системи, коли трос намотується на барабани, обладнані фрикційними чи гідравлічними гальмами.
У 2016 році компанія General Atomics здійснила успішну посадку літака Boeing F/A-18E/F Super Hornet з використанням турбоелектричного аерофінішера «Advanced Arresting Gear» на авіабазі «Joint Base McGuire–Dix–Lakehurst».
При посадці літака його гальмівний гак зачіпляється за прийомний трос та витягує гальмівний трос, долаючи опір гальмівного механізму, що й забезпечує гальмування літака. Спеціальний селектор маси регулює гальмівне зусилля, що забезпечує незалежність гальмівного шляху від маси літака.
Сучасні аерофінішери здатні зупинити літаки масою до 30 т на швидкості до 260 км/год. Гальмівний шлях становить до 100 м, час гальмування — 2—2,5 с, перевантаження досягає 4,5 g.

### Наземні системи
Існують наземні тренажери для посадки на корабель із використанням аерофінішерів, зокрема комплекс «Нитка» в Криму чи «Runway Arrested Landing Site» на авіабазі «Joint Base McGuire–Dix–Lakehurst» у місті Трентон, Нью-Джерсі.

## Галерея

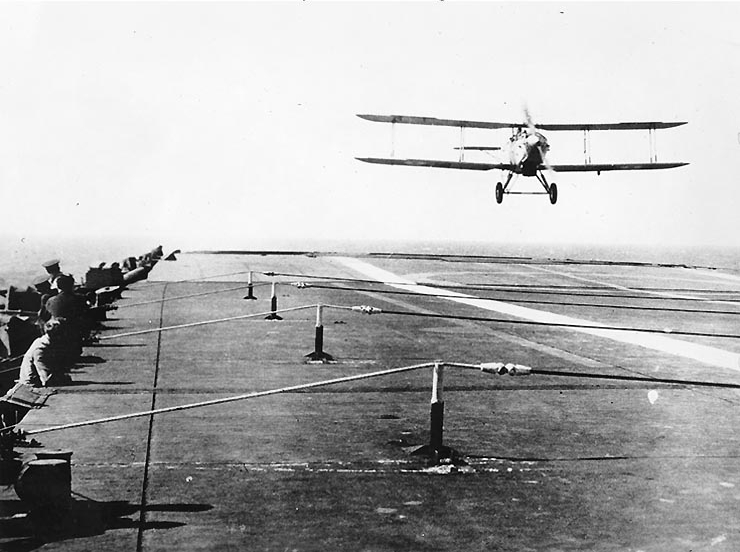
Fairey III здійснює посадку на палубу авіаносця «Ф'юріос»
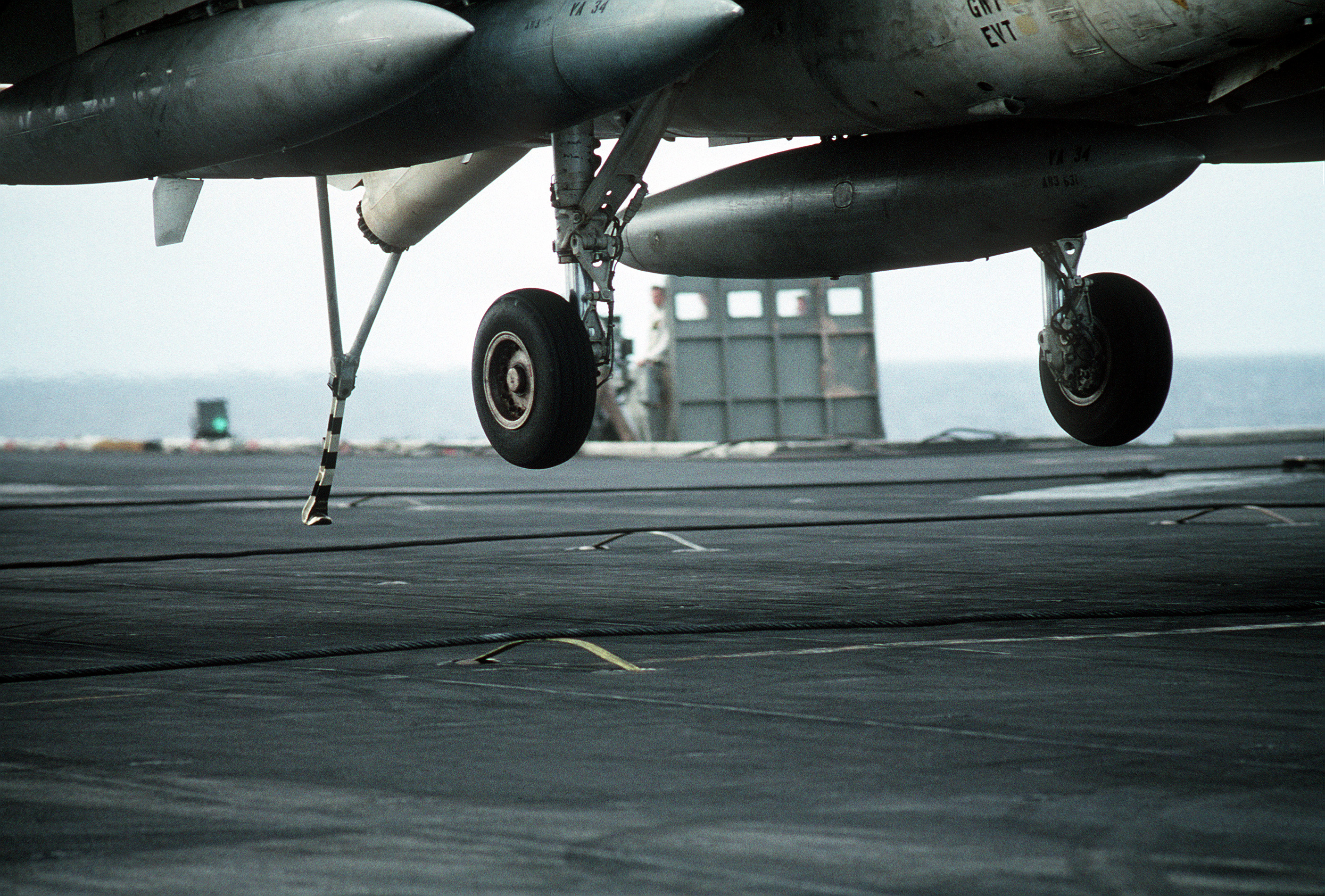
Grumman A-6 Intruder зачіпляється за гальмівний трос
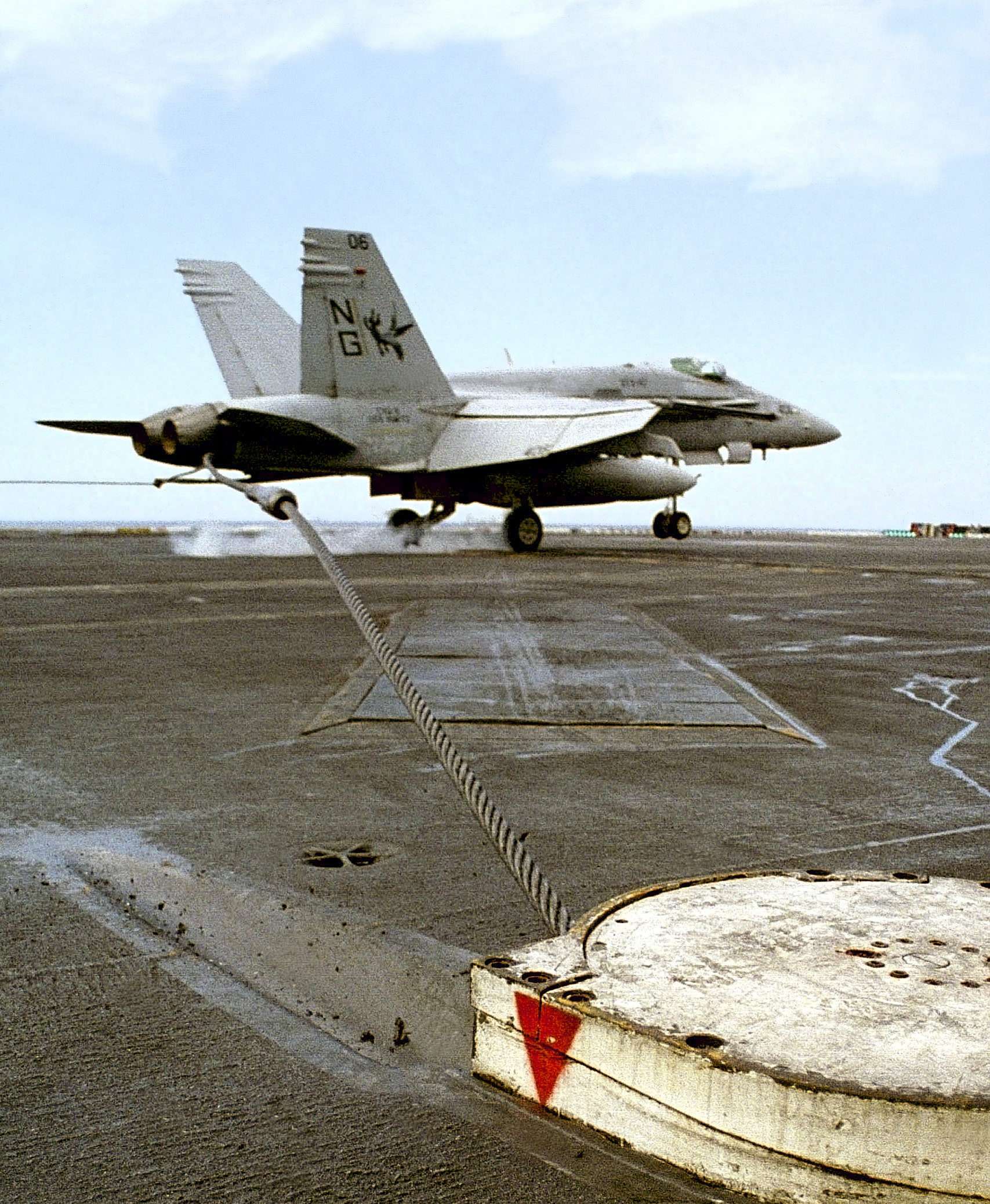
F/A-18 Hornet після посадки
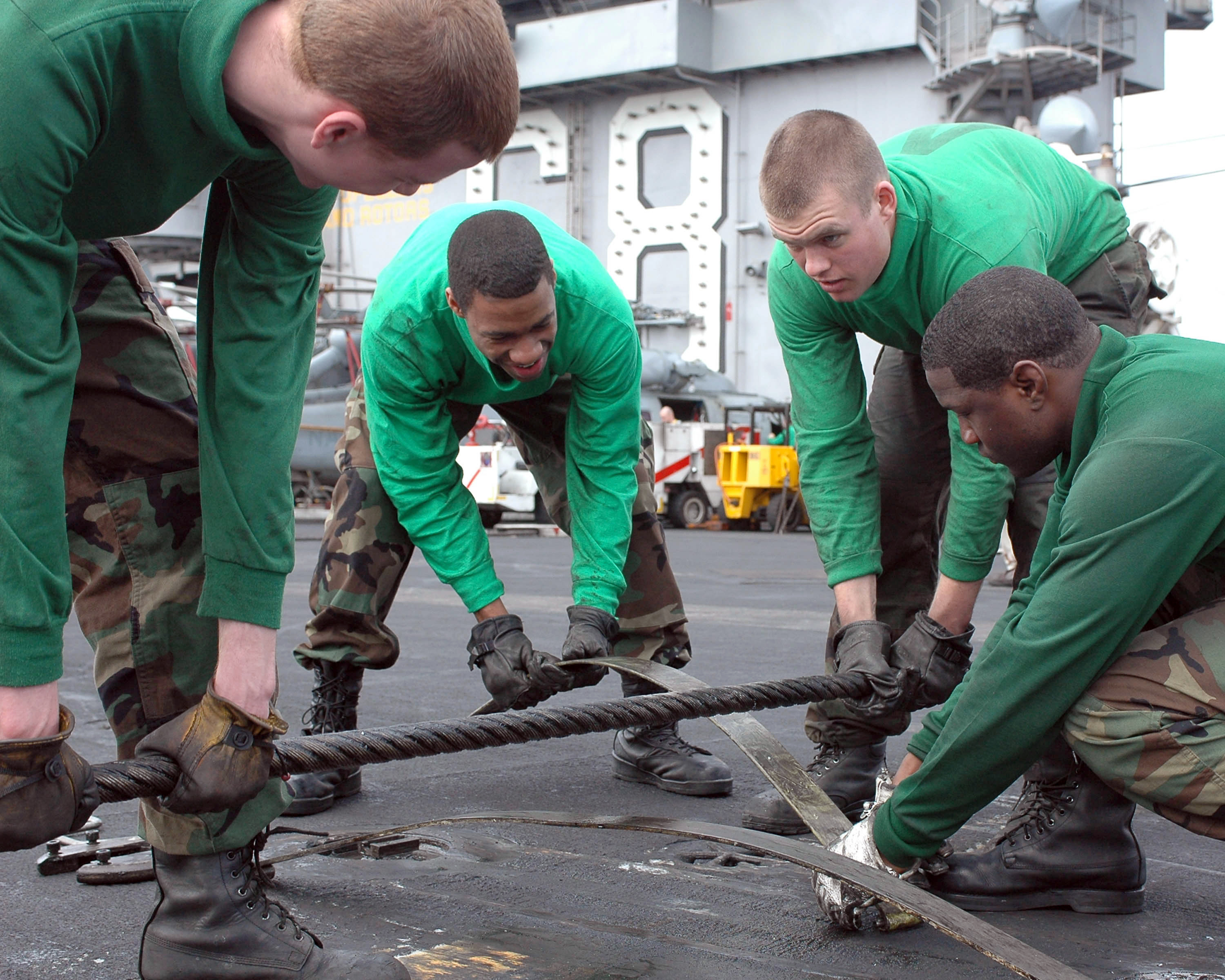
Техніки обслуговують аерофінішер
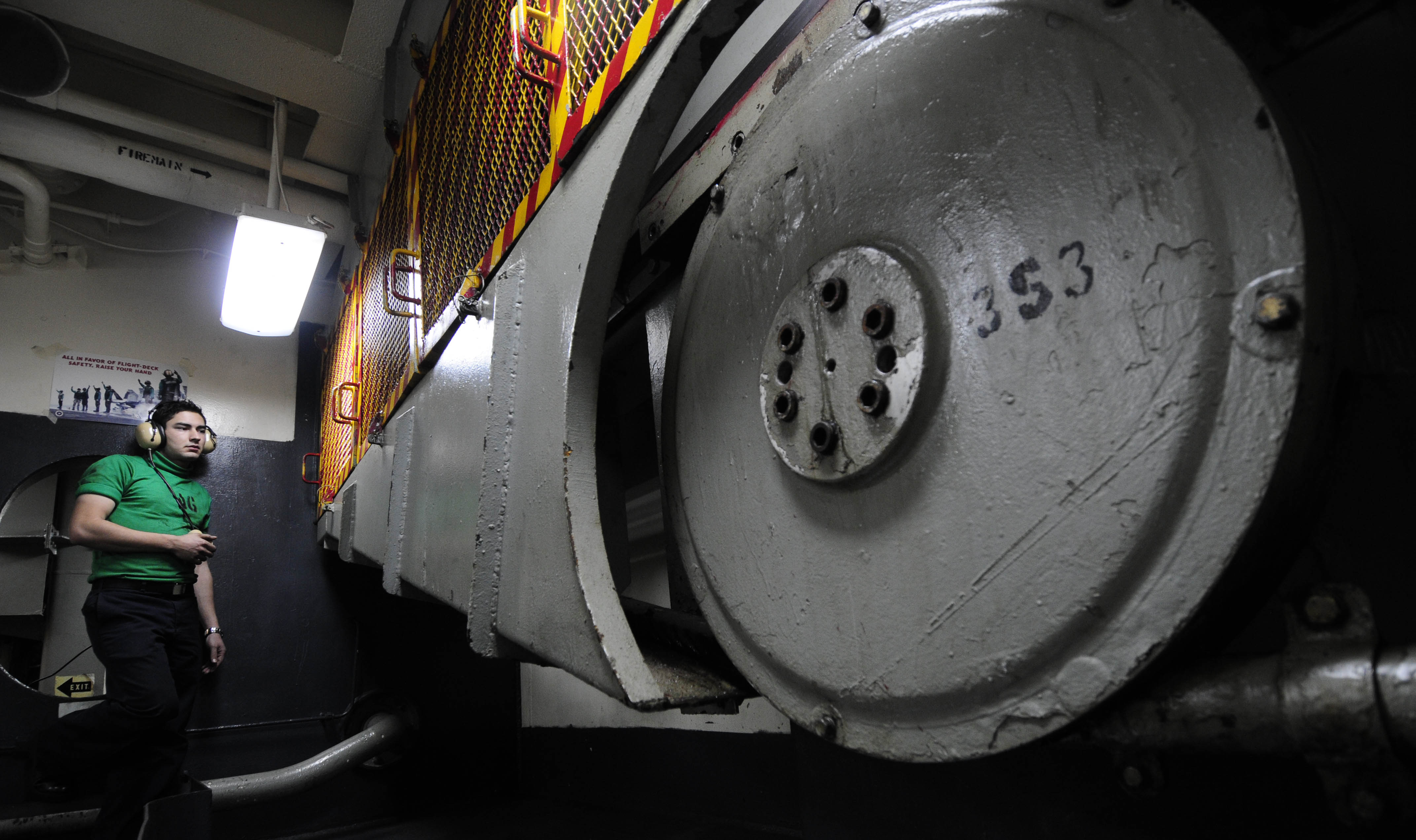
Гальмівний механізм